# Parcoy
Parcoy es una localidad peruana capital del distrito de Parcoy ubicado en la provincia de Pataz en el departamento de La Libertad. Se ubica aproximadamente a unos 365 km al Sureste de la ciudad de Trujillo.
El pueblo de Parcoy fue declarado monumento histórico del Perú el 15 de septiembre de 1992 mediante el RM.N° 704-92-INC/J.

## Clima
| Parámetros climáticos promedio de Parcoy | Parámetros climáticos promedio de Parcoy | Parámetros climáticos promedio de Parcoy | Parámetros climáticos promedio de Parcoy | Parámetros climáticos promedio de Parcoy | Parámetros climáticos promedio de Parcoy | Parámetros climáticos promedio de Parcoy | Parámetros climáticos promedio de Parcoy | Parámetros climáticos promedio de Parcoy | Parámetros climáticos promedio de Parcoy | Parámetros climáticos promedio de Parcoy | Parámetros climáticos promedio de Parcoy | Parámetros climáticos promedio de Parcoy | Parámetros climáticos promedio de Parcoy |
| Mes                                      | Ene.                                     | Feb.                                     | Mar.                                     | Abr.                                     | May.                                     | Jun.                                     | Jul.                                     | Ago.                                     | Sep.                                     | Oct.                                     | Nov.                                     | Dic.                                     | Anual                                    |
| ---------------------------------------- | ---------------------------------------- | ---------------------------------------- | ---------------------------------------- | ---------------------------------------- | ---------------------------------------- | ---------------------------------------- | ---------------------------------------- | ---------------------------------------- | ---------------------------------------- | ---------------------------------------- | ---------------------------------------- | ---------------------------------------- | ---------------------------------------- |
| Fuente: Accuweather                      |                                          |                                          |                                          |                                          |                                          |                                          |                                          |                                          |                                          |                                          |                                          |                                          |                                          |